# Netanyacra arizonae
Netanyacra arizonae är en stekelart som beskrevs av Heinrich 1968. Netanyacra arizonae ingår i släktet Netanyacra och familjen brokparasitsteklar. Inga underarter finns listade i Catalogue of Life.